# Diecezja Ipameri
Diecezja Ipameri (łac. Dioecesis Ipameriensis) – diecezja Kościoła rzymskokatolickiego w Brazylii. Należy do metropolii Goiânia, wchodzi w skład regionu kościelnego Centro-Oeste. Została erygowana przez papieża Pawła VI bullą De animarum utilitate w dniu 11 października 1966.